# 钱壮飞

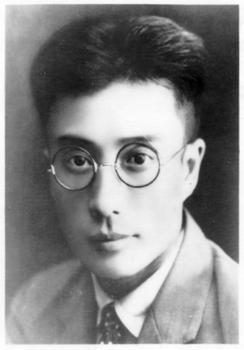
钱壮飞

钱壮飞（1895年—1935年3月29日），本名钱北秋，又名钱潮、钱壮秋，男，浙江吴兴观凤巷人，中共地下党员。

## 生平
出身丝绸商人家庭。家中独子。1908年，入湖州中学求学。1913年父亲病重，为了冲喜，娶妻。不久父亲去世。1914年秋，和夫人张振华考入国立北京医学专门学校（今北京大学医学部）。1919年毕业后留校教学，行医。1926年由张振华的二弟张家晔（张暹中）介绍加入中国共产党。和胡底、徐光华一起创办了光华影片公司。
1927年，钱为躲避张作霖的搜捕，南下上海。1928年考入上海无线电训练班，因为他是上海无线电管理局局长徐恩曾同乡兼中学校友，很快获取其信任，担任其机要秘书。徐恩曾有不少情妇，其中一个姓王的情妇无处安置，就叫钱壮飞帮他找房子，钱壮飞把自己所住的二楼前楼让给他住。不久，又奉徐命令协助其筹办首届杭州西湖博览会，受到徐恩曾赏识。
1929年底，徐赴南京秘密组建中国国民党特务组织中央组织部党务调查科。钱奉中国共产党中央特别行动科领导周恩来、陈赓之命打入中统，又通过其特殊地位，引入李克农、胡底二人卧底。三人互相配合，获取大量珍贵情报，完全掌握中国国民党内部密电密码本。日后，周恩来称颂三人为“龙潭三杰”。
1931年4月24日，中国共产党重要领导人顾顺章在汉口被國民黨武漢行營主任何成浚抓获，旋即叛变，供述了中国共产党在上海之全部组织人员名单。1931年4月25日晚，正独自值班的钱壮飞一连收到武汉发给徐恩曾的特急密电六封，這天适逢周末，徐恩曾不在办公室，钱抢先一步译出汉口密电，提前派人赶往上海，在中国国民党展开搜捕前，将消息成功传给在中国共产党中央特別行动科值班的聂荣臻，使周恩来等人得以脱险。4月27日清晨，錢壯飛若無其事地把電報親自交給回到了南京的徐恩曾，然后像往常一樣裝做回家休息的樣子。
钱壮飞撤離後，转移去中央苏区，参加了历次中央苏区反围剿战争。

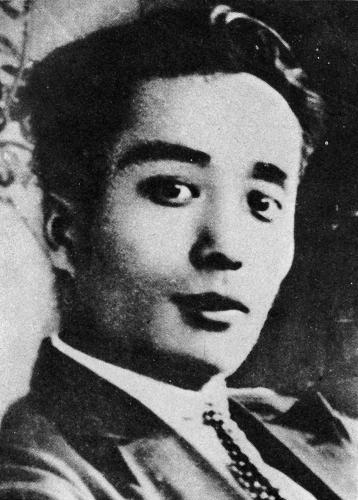
钱壮飞

钱壮飞在长征四渡赤水期间于1935年3月29日失踪。随后，钱壮飞的警卫员向周恩来报告，称“为了躲避飞机扫射，大家四散跑进树林隐蔽，就这样我同首长（钱壮飞）失去了联系。等到警报解除也不见首长他们（钱壮飞和马伕），我以为他们二人已先过江了，因此就匆匆过江”。周恩来立即派出了一个连的力量返回寻找，无果。中共中央后认定钱壮飞已不幸牺牲。

### 失踪调查和纪念
失踪和牺牲原因有诸多说法，如骑马坠入乌江渡口、遭民团所害、掩护战友被国民党军飞机击中牺牲、躲避空袭后因故牺牲等。中华苏维埃共和国中央革命军事委员会对钱壮飞失踪案展开过专门调查，认为身患疾病的钱壮飞因掉队未过乌江，“在行至金沙县梯子岩渡口附近的堰田岩时被当地土顽分子聂丛山杀害”，时年40岁。中国共产党贵州省委员会党史研究室和贵州省国家安全厅在2000年至2001年间组建联合调查组重启调查，调查组的最终意见是钱壮飞于1935年4月1日在贵州省金沙县后山乡牺牲。贵州方面的调查结果以《关于钱壮飞烈士牺牲地点问题处理意见的请示》分别上报中共中央党史研究室和中华人民共和国国家安全部。国家安全部办公厅2001年7月25日《对<关于钱壮飞烈士牺牲地问题的意见>的复函》（国安办〔2001〕182号）和中共中央党史研究室办公厅2001年10月16日《对<关于钱壮飞烈士牺牲地点问题处理意见的请示>的复函》（中史厅函〔2001〕25号）确认同意贵州方面的调查结论，并提出“即在没有发现新的确定的根据以前，将钱壮飞烈士牺牲地确定在贵州省金沙县后山乡，牺牲时间为1935年4月1日”。
钱壮飞遇害后，当地居民发现了他的遗体并就地埋葬。由于1977年8月1日乌江渡水电站准备蓄水，后山公社时任党委书记刘朝富组织人员迁葬烈士墓至距离乡政府500米处的张家垭口，用棺木装殓安葬，并以中共金沙县革委会名义树“红军烈士之墓”碑。金沙县委党史研究室根据“烈士个子高、戴眼镜、牵白色骡马、佩戴手枪、背皮质公文包”的特点和烈士墓里的铁质五角星（红军因条件限制，只有高级将领才佩戴铁质五角星），确认所葬红军烈士为钱壮飞。金沙县委、县政府随后于1990年拨专款建设了10米高的纪念碑。1991年，后山乡居民集资重新修缮了钱壮飞烈士墓，并树“钱壮飞烈士之墓”碑（此前为“红军烈士之墓”碑）。国家安全部和当地政府于2003年重修了钱壮飞烈士墓，于2005年建立了钱壮飞烈士事迹陈列室，并于2006年9月落成了陈列室前广场。
2009年9月，钱壮飞被评为了新中国成立作出突出贡献的100位英雄模范人物之一。湖州市革命烈士纪念馆暨钱壮飞纪念馆，2014年设立。

## 相关
钱多才多艺，曾自编自导自演中国第一部黑白武侠电影《燕山侠隐》，是瑞金中华苏维埃共和国政府大楼设计者。在中央苏区，一方面负责政治保卫工作，一方面又与胡底等人筹建八一剧团，编排并出演多次话剧。
徐恩曾回忆：
“顾顺章表示愿意转变之后，立刻告诉我一个惊人的消息，他说出追随我左右，掌管机要文书的一个得力助手，原来是共产党派来的奸细，这使我大为惊讶。此人系我在民国十七年（一九二八）负责筹备中国无线电商报时招考进来的职员，以我三年来的观察，相信他是一个不怕辛劳，忠于职守的干练青年，平日埋头作事，不问外务，沉默寡言，事情做得又快又好，这样一个循规蹈矩的模范职员，竟是共产党派来的间谍，我简直不相信自己的耳朵。报告顾顺章被捕的电报，就是他亲手译出，当面交给我的。当时我尚存万一之想，希望这个消息不是事实。但等到我派人去找，果然，就在前一天的早晨，他已悄悄溜走了。”

## 家人

### 发妻徐双英
徐双英1898年5月生于浙江湖州马军巷丝绸商人家庭。三姐妹排行老二。1913年结婚。1931年钱壮飞身份暴露离开上海后，再未见面，生活拮据，靠着帮佣和替人做针线活勉强度日。1946年5月，周恩来率领中央代表团到上海，通过张沈川向周恩来、邓颖超提请见面。周恩来夫妇次日在锦江饭店与徐双英夜宵叙旧。中华人民共和国成立后任虹口区政协委员。李克农、陈赓、李强等来上海时常来看望。1975年1月17日病故。
- 女儿钱椒，小名惋芬，1914年生。丈夫刘杞夫，是钱壮飞任徐恩曾秘书时的中共交通员。钱壮飞身份暴露离开上海后，夫妇二人被抓捕入狱，但徐恩曾忌惮钱壮飞掌握的底细，被关押了三个月后获释，离开上海去了刘杞夫的湖南老家从事教育工作。夫妇有子女5人。刘杞夫于1946年在湖南因病去世。钱椒解放后带5个孩子回到上海和母亲徐双英住在一起，在上海历史博物馆工作。钱椒1977年11月病故。

- 儿子钱煌，后改名为钱一平。1924年7月生。1941年皖南事变后，周恩来夫妇分别通过重庆、上海地下党找到了钱江和钱一平，安排赴延安参加革命，钱煌进入延安自然科学院学习。[7]1949年后回上海工作。
  - 孙女钱征，由祖母徐双英带大。

- 儿子钱铿：贫病夭折。
- 儿子钱锵：贫病夭折。

### 妻张振华
在国立北京医学专门学校学习期间，钱壮飞结识了一位同窗好友张振华。出生于1894年的张振华（张振华墓碑上的生年为1893年），比钱壮飞大2岁。1919年10月，两人结为伉俪。张振华(1893年-1967年12月17日），安徽桐城人。家境富裕。祖父张祈年为监生，加运同衔，分发江苏补用知县。父亲张传寿由军功保举参将，后回乡行医。母亲为同乡监生姚仲垲之女，清广东惠潮嘉兵备道姚孔鈵后裔。兄妹十二人，五男七女，姐妹中排行第四。大哥张家仁明治大学商学士，二弟张家晔毕业于北平大学医学院，三弟张家昽早稻田大学政治经济科毕业。大姐嫁总统府内史吴世洵、清广东水师提督之孙；二姐嫁同乡候选州同马振声、世袭云骑尉马星曙之孙；三姐嫁书法家潘学固。1919年10月医专毕业后张振华在天坛传染病医院当医生。后随钱壮飞到上海，张振华在南京路克美产科医院住院大夫。抗战期间在重庆、成都定居。1946年2月初，周恩来、邓颖超邀张振华及子女到重庆曾家岩周公馆吃饭。1958年张振华中风、半身偏瘫。
- 女儿钱叶丽，又名甯叶丽，1912年生。[9]15岁嫁给甯协万，北京大学教授，曾任中国驻法国公使，1946年去世，与钱叶丽有子女六人：宁东京、宁柏林（女）、宁巴黎、宁念聪、宁恢怀、宁念慈（女）。[10]1947年，钱叶丽再婚嫁给宣昌，后为北京农业大学体育教研室主任、教授，有一子宣环。
  - 外孙女宁念慈，1944年生。北京六○八厂技术员，后为北京市建筑工程研究所工程师。 丈夫为俞德孚，在中国电影家协会工作，后为北京科学教育电影制片厂编导兼摄影。1986年7月25日，北京市中级人民法院以特务罪判处判处宁念慈有期徒刑十年，剥夺政治权利三年；判处俞德孚有期徒刑三年，剥夺政治权利一年。北京市高级人民法院同年8月20日裁定维持原判。[11]

- 女儿钱榛榛，1915年6月2日生。“黎莉莉不到7岁的时候，就离开母亲寄宿在学校；9岁，当了人家的过房女儿；10岁，去上海求艺；11岁，变成侍候别人的丫头。”[12]年幼被送到了中华歌舞团，结识了黎锦晖，不得已并拜其为干爹，并改名为黎莉莉。后成为电影明星。
  - 外孙女潘婕，知名演员

- 子钱镗，后改名钱江。1919年生。生母张振华。1941年皖南事变后，周恩来夫妇通过重庆、上海地下党分别找到了钱江和钱一平，安排赴延安参加革命，钱镗进入鲁迅艺术学院学习。后成为中国电影摄影师、导演。
  - 孙子钱泓